# Regina Mañe Ela
Pour les articles homonymes, voir ELA.
Regina Mañe Ela est une femme politique équatoguinéenne et militante de l'opposition née le 8 décembre 1954 et morte le 24 février 2015.

## Biographie
Ela est née à Bata le 8 décembre 1954,. Ela a été enseignante dans une école primaire et, à partir de 1970, à l'Institut national de l'enseignement secondaire. Elle a été limogée de ce dernier poste en 1994 pour son appartenance au Parti du progrès de Guinée équatoriale.
Ela était secrétaire de l'action sociale pour le Conseil Géographique Rio Miuni et a été élue maire de Bata pour le Parti du Progrès le 17 septembre 1995. Le Parti démocratique de Guinée équatoriale, au pouvoir, a contesté les résultats et revendiqué la victoire. Le président Teodoro Obiang a donné la mairie à l'un de ses partisans.
Ela a fui le pays pour demander l'asile en Espagne en 1997 ; Cela a été accordé et elle a vécu à Valence pendant plus de 15 ans. En 2003, elle a été nommée ministre de l'Education et de la Culture dans le gouvernement en exil de Severo Moto Nsá, formé à Madrid par le Parti populaire, l'Action populaire de Guinée équatoriale et le Parti de la liberté. Elle était la seule femme membre du cabinet et était connue au sein du Parti populaire comme madre (mère).
Le fils d'Ela a également demandé l'asile en Espagne qui lui a d'abord été refusé, l'obligeant à retourner brièvement en Guinée équatoriale. Il a fait appel devant le tribunal suprême espagnole et a réussi à faire renverser la décision initiale et ainsi être accepté en tant que réfugié.
Ela a été jugée par contumace en Guinée équatoriale et condamnée à 20 ans de prison pour trahison, 15 ans pour conspiration contre le chef de l'Etat et 15 ans pour conspiration contre le gouvernement. Ela a nié avoir connaissance d'un coup d'État pour la Guinée équatoriale qui aurait été planifié en Espagne et d'armes destinées au coup d'État qui ont été saisies par le gouvernement espagnol au port de Sagunt. Ela est morte d'un cancer le 24 février 2015.